# Quixeramobim
Quixeramobim é um município brasileiro do estado do Ceará. É a segunda cidade mais populosa do sertão central, com uma população de 85.797 habitantes em 2024 e a primeira mais rica. Ocupa a 12ª posição no ranking de cidades mais populosas cearenses.
Em divisão territorial datada de 1995 o município é constituído de dez distritos: Sede, Belém, Encantado, Lacerda, Manituba, Nenelândia, Passagem, Damião Carneiro, São Miguel e Uruquê.

## História
O volume 16º da Enciclopédia dos Municípios Brasileiros conta que, segundo a tradição, os primitivos habitantes da região eram os índios quixarás. Os primeiros descendentes de europeus que penetraram aquelas terras vieram do Jaguaribe, seguindo o Rio Banabuiú eram membros das famílias Correia Vieira (estes judeus portugueses sefarditas), e Rodrigues Machado, que ali se estabeleceram com fazendas de criar. A povoação parece ter nascido precisamente dessas fazendas.
Em 7 de novembro de 1702, o Capitão-mor Francisco Gil Ribeiro, governador da Fortaleza de Nossa Senhora da Assunção, concedeu as primeiras sesmarias às margens do Rio Ibu, nome pelo qual os indígenas daquela época chamavam o atual Rio Quixeramobim.
Dentre as sesmarias concedidas, uma coube ao alferes Francisco Ribeiro de Sousa, cujas terras passaram, posteriormente, a Gil de Miranda e sua mulher Ângela de Barros, bem como ao padre Antônio Rodrigues Frazão. Aos segundos possuidores, comprou-as o Capitão Antônio Dias Ferreira, português, natural da cidade do Porto e nelas fundou a fazenda "Boqueirão de Santo Antônio", iniciando, em 1730, nesse local, a construção de uma capelinha da qual veio a se tornar orago o taumaturgo Santo Antônio de Pádua, mais tarde Santo Antônio de Quixeramobim.
Antônio Dias Ferreira tornou-se elemento de fortuna avultada, possuindo vinte léguas de terras, a começar do lugar Espírito Santo, além de Boa Viagem, até a barra do Sitiá, onde tinha grandes fazendas de cavalos e mulas, com feitorias de escravos de Angola. O rico devoto, construindo aquele templo, o fez com empenho e magnificência, até mandando vir artistas de Portugal.
À referida capela, o capitão Antônio Dias Ferreira doou meia légua de terras "com trinta vacas cituadas", tendo custeado, ainda, as grandes reformas por que passou aquele templo.
Em 15 de novembro de 1755, esse templo é elevado à categoria de matriz, com a criação da paróquia, por provisão do religioso carmelita Frei Manuel de Jesus Maria, autorizado pelo bispo de Pernambuco, D. Francisco Xavier Aranha.
Em 22 de fevereiro de 1789, o governador de Pernambuco, D. Tomás José de Melo, em face da Carta Régia de 22 de julho de 1766, autoriza ao Dr. Manuel de Magalhães Pinto e Avelar de Barbedo, ouvidor-geral da comarca do Ceará, a elevar à categoria de vila a então povoação de Santo Antônio do Boqueirão de Quixerarnobim, instalando-se o município no dia 13 de junho de 1789, com a denominação de Nova Vila do Campo Maior.
A casa da câmara, de estilo colonial, teve sua construção iniciada em 1818, concluindo-se os trabalhos em 1857.
Compunham a primeira câmara municipal: juízes ordinários - sargento-mor José Pimenta de Aguiar e capitão-mor Antônio Pinto Borges; vereadores - José dos Santos Lessa, Antônio José Fernandes do Amaral e Antônio das Virgens Lisboa; procurador - Domingos de Carvalho Andrade; e juiz de órfãos - tenente-general Vicente Alves da Fonseca.
A Confederação do Equador, no Ceará, teve início em Quixeramobim, quando a Câmara Municipal, no dia 9 de janeiro de 1824, declara decaída a Dinastia Bragantina e proclama uma República, como represália à atitude de Dom Pedro I em dissolver a Assembleia Constituinte e querer outorgar ao País uma constituição sem anuência do povo brasileiro.
A primeira escola pública de meninos, criada pela Lei Nº 1827, tinha como primeiro professor a Pedro Jaime de Alencar Araripe; a escola, para meninas, era dirigida pela professora Joana Antônio do Sacramento.
Na terceira década do Século XIX o município foi palco de terríveis lutas, entre Araújos e Maciéis, descritas em Os Sertões, de Euclides da Cunha, ao registrar antecedentes da família de Antônio Conselheiro.
No último quartel do Século XVIII, o tenente-general Vicente Alves da Fonseca construiu, nas terras de sesmarias do riacho Pirabibu, que lhe foram concedidas pelo capitão-mor João Teyve Barreto de Menezes, em 23 de novembro de 1744, o primeiro açude público do Ceará.
A Nova Vila do Campo Maior, pela Lei Nº 770, de 14 de agosto de 1856, adquiriu foros de cidade, com a simples denominação de Quixeramobim. O primeiro prefeito foi Dr. Cornélio José Fernandes de 1888 a 1891.
A partir de 1857 o templo de Santo Antônio, não obstante a reforma que lhe fez, em 1789, o capitão Narciso Gomes da Silva, natural do Cabo (Pernambuco), já não comportava o número de fiéis que o frequentavam. Terrível febre epidêmica ocorrida na cidade não permitiu que continuasse, na penúltima década do século XIX, a necessária reforma, vindo esta a ser reiniciada em 1902, por monsenhor Salviano Pinto Brandão, entregues os trabalhos à orientação do coronel Rafael Pordeus da Costa Lima. Concluída, em 1916, a matriz, com suas duas torres e frontispício neoclássico, é um monumento de rara beleza.
A comarca de Quixeramobim, instituída em 6 de março de 1833, teve como primeiro juiz de direito o Dr. Antônio Pereira Ibiapina, cognominado mais tarde "Apóstolo do Nordeste", pelas inúmeras obras de assistência moral e social prestadas às populações sertanejas das províncias do Ceará, Paraíba e Pernambuco.

## Geografia

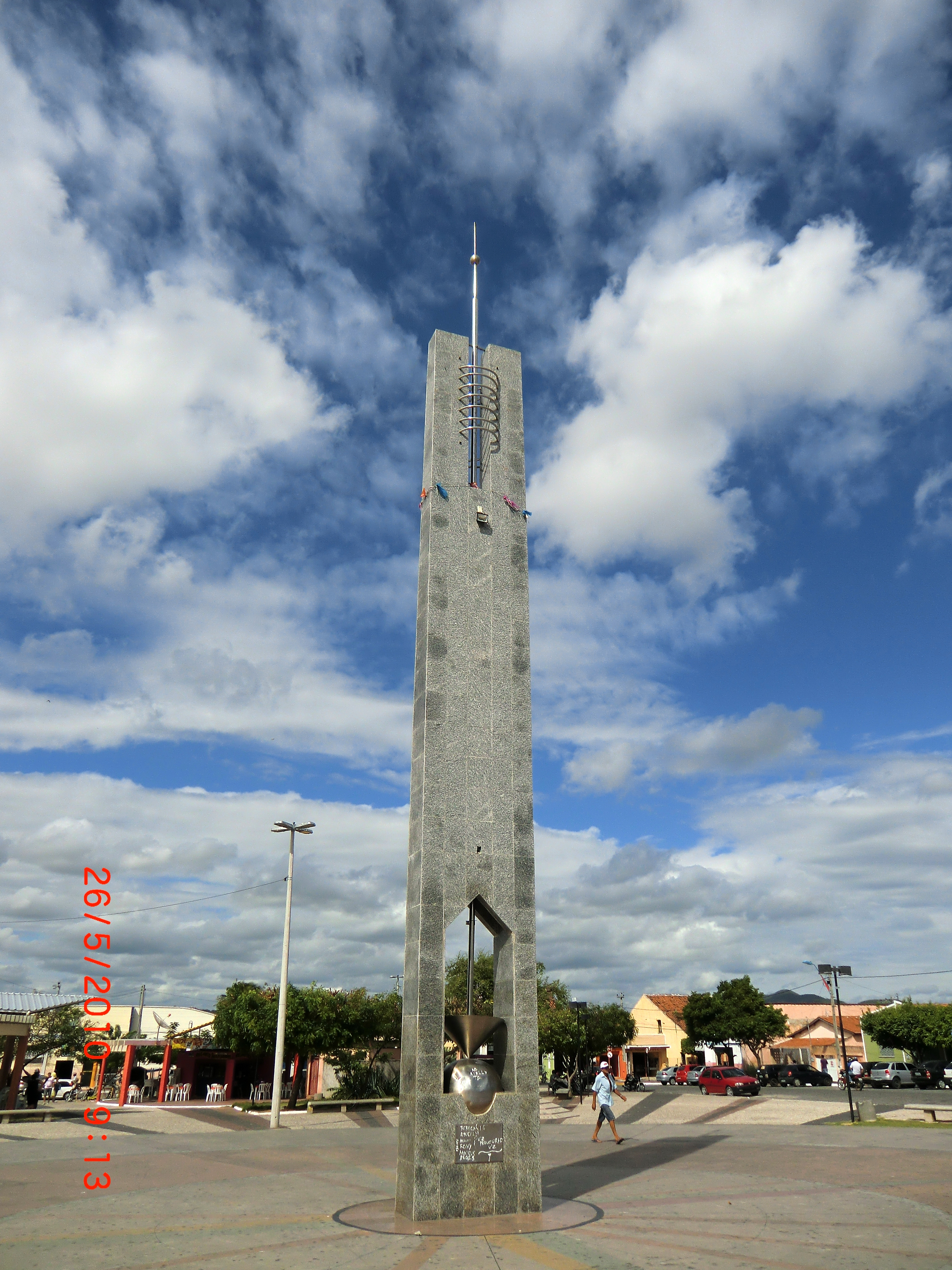
Marco do centro geográfico do Ceará na Praça Dias Ferreira

Quixeramobim possui a alcunha "Coração do Ceará", por abrigar o ponto de equidistância geodésica do estado, localizado em um marco obelisco com cerca de dez metros de altura, na Praça Dias Ferreira, feito em granito e aço. O município está dividido em dez distritos: Belém, Encantado, Manituba, Nenelândia, Uruquê, Lacerda, Damião Carneiro, Passagens, São Miguel.
Praticamente todo o território do município está na bacia hidrográfica do rio Banabuiú, que corta a parte sul do seu território. Contudo, o principal curso d'água é o rio Quixeramobim que é um afluente do Banabuiú. É no rio Quixeramobim que estão as principais barragens do município, o açude Quixeramobim e o açude Fogareiro.
A vegetação presente em praticamente todo município é a caatinga arbustiva densa ou aberta, caracterizada pela presença de cactos e vegetação rasteira com árvores baixas e cheias de espinho. Apenas em uma pequena área no extremo sudoeste, próximo à fronteira com Pedra Branca ocorre a floresta caducifólia espinhosa, ou caatinga arbórea. Sua cobertura vegetal tem sofrido grande intervenção desde a fundação do município, através de desmatamentos e queimadas com o objetivo de preparar o solo para a agricultura e, em grande parte, para a pecuária extensiva.
O clima é semiárido, com chuvas concentradas de fevereiro a maio. O índice pluviométrico é de 713 milímetros (mm) anuais. Segundo dados do Instituto Nacional de Meteorologia (INMET), referentes ao período de 1961 a 1984 e a partir de 1994, a menor temperatura registrada em Quixeramobim foi de 13,7 °C em 2 de agosto de 1977 e a maior atingiu 39,6 °C em 19 de outubro de 1998. O maior acumulado de precipitação em 24 horas foi de 179,8 mm em 6 de março de 1936. Outros grandes acumulados iguais ou superiores a 100 mm foram: 142,4 mm em 30 de março de 1977, 137,8 mm em 7 de maio de 1936, 111,2 mm em 10 de fevereiro de 1978, 109 mm em 17 de abril de 1984 e 106,8 mm em 9 de abril de 1973.
| Dados climatológicos para Quixeramobim | Dados climatológicos para Quixeramobim | Dados climatológicos para Quixeramobim | Dados climatológicos para Quixeramobim | Dados climatológicos para Quixeramobim | Dados climatológicos para Quixeramobim | Dados climatológicos para Quixeramobim | Dados climatológicos para Quixeramobim | Dados climatológicos para Quixeramobim | Dados climatológicos para Quixeramobim | Dados climatológicos para Quixeramobim | Dados climatológicos para Quixeramobim | Dados climatológicos para Quixeramobim | Dados climatológicos para Quixeramobim |
| Mês | Jan                                    | Fev                                    | Mar                                    | Abr                                    | Mai                                    | Jun                                    | Jul                                    | Ago                                    | Set                                    | Out                                    | Nov                                    | Dez                                    | Ano                                    |
| --- | -------------------------------------- | -------------------------------------- | -------------------------------------- | -------------------------------------- | -------------------------------------- | -------------------------------------- | -------------------------------------- | -------------------------------------- | -------------------------------------- | -------------------------------------- | -------------------------------------- | -------------------------------------- | -------------------------------------- |
| Temperatura máxima recorde (°C) | 38,2                                   | 38,1                                   | 38,4                                   | 37,3                                   | 36,4                                   | 36,4                                   | 36,8                                   | 36,8                                   | 37,7                                   | 39,6                                   | 38                                     | 38                                     | 39,6                                   |
| Temperatura máxima média (°C) | 33,9                                   | 33,3                                   | 32,4                                   | 31,4                                   | 31                                     | 31,1                                   | 32,1                                   | 33,4                                   | 34,8                                   | 35,4                                   | 35,5                                   | 35,1                                   | 33,3                                   |
| Temperatura média compensada (°C) | 27,8                                   | 27,5                                   | 26,8                                   | 26,4                                   | 26                                     | 25,7                                   | 26,2                                   | 27,1                                   | 27,9                                   | 28,2                                   | 28,5                                   | 28,5                                   | 27,2                                   |
| Temperatura mínima média (°C) | 23,8                                   | 23,6                                   | 23,2                                   | 22,9                                   | 22,5                                   | 21,8                                   | 21,8                                   | 22,2                                   | 22,9                                   | 23,4                                   | 23,8                                   | 24                                     | 23                                     |
| Temperatura mínima recorde (°C) | 19,8                                   | 20                                     | 20                                     | 18,4                                   | 16,7                                   | 16                                     | 16,2                                   | 13,7                                   | 17,3                                   | 20                                     | 20,2                                   | 19,4                                   | 13,7                                   |
| Precipitação (mm) | 87,7                                   | 77,8                                   | 146,2                                  | 173,1                                  | 105,2                                  | 55,3                                   | 23,4                                   | 16,3                                   | 2,3                                    | 1,3                                    | 3,3                                    | 20,9                                   | 712,8                                  |
| Dias com precipitação (≥ 1 mm) | 8                                      | 8                                      | 13                                     | 13                                     | 11                                     | 5                                      | 3                                      | 2                                      | 0                                      | 1                                      | 1                                      | 3                                      | 68                                     |
| Umidade relativa compensada (%) | 63                                     | 66,4                                   | 71,9                                   | 73,3                                   | 72,9                                   | 66,8                                   | 59,3                                   | 53,4                                   | 52                                     | 53,1                                   | 54,8                                   | 58,1                                   | 62,1                                   |
| Insolação (h) | 220,1                                  | 197,9                                  | 206,3                                  | 195,3                                  | 215,2                                  | 226,1                                  | 255,4                                  | 279,3                                  | 282,4                                  | 292,5                                  | 268,2                                  | 253                                    | 2 891,7                                |
| Fonte: Instituto Nacional de Meteorologia (INMET) (normal climatológica de 1981-2010; recordes de temperatura: 1931-1984 e 1994-presente) |                                        |                                        |                                        |                                        |                                        |                                        |                                        |                                        |                                        |                                        |                                        |                                        |                                        |

## Economia
O município caracteriza-se por ter a segunda maior produção leiteira do estado do Ceará segundo dados do IBGE para 2012. Nos últimos 20 anos, vem experimentando um grande progresso econômico com a chegada de indústrias que oferecem milhares de empregos. Isso transformou Quixeramobim no segundo maior centro urbano do sertão central.

### Usina Solar Fotovoltaica
O município de Quixeramobim firmou uma Parceria Público-Privada (PPP) para a instalação de uma usina solar fotovoltaica, com o objetivo de atender à demanda energética dos prédios públicos e reduzir significativamente os gastos com energia. Destaca-se que Quixeramobim é a primeira cidade do Nordeste a viabilizar um projeto de energia solar nos moldes de uma PPP. O projeto busca promover economia aos cofres públicos, avançar na sustentabilidade local e suprir a demanda energética da cidade. Esse contrato representa um marco para a administração, sendo o primeiro desse tipo firmado pela prefeitura. O projeto foi feito em parceria com o Instituto de Planejamento e Gestão de Cidades (IPGC).

## Educação superior
Em 2022, foi inaugurado o Campus da Universidade Estadual do Ceará (UECE) em Quixeramobim, através da Faculdade de Ciências da Saúde do Sertão Central (FACISC), que abriga o curso de Medicina. Em virtude da presença do Hospital Regional do Sertão Central (HRSC), este acabou se tornando um hospital universitário e colocou a região Central do Estado como uma das referências na formação de profissionais de saúde.
No ensino privado, o Município conta com a Faculdade de Quixeramobim (UNIQ), que oferta oito cursos de graduação: em Enfermagem, Farmácia, Fisioterapia, Pedagogia, Psicologia, Teologia, Curso de Graduação Tecnológica em Estética e Curso de Graduação Tecnológica em Recursos Humanos.

## Saúde
Quixeramobim sedia o Hospital Regional do Sertão Central (HRSC), que iniciou suas atividades no dia 26 de setembro de 2016. O hospital terciário administrado pelo Governo do Estado do Ceará beneficia cerca de 631 mil habitantes dos 20 municípios da Macrorregião de Saúde do Sertão Central e atende pacientes de alta complexidade, sendo referência em casos de Acidente Vascular Cerebral (AVC), cirurgia geral, traumatologia, clínica médica e terapia intensiva.
Além disso, o Município conta com o Hospital Regional Dr. Pontes Neto, o Hospital Infantil Nossa Senhora do Perpétuo Socorro, o Hospital e Maternidade Regional, a UPA 24h e o Centro de Especialidades Odontológicas do Consórcio de Saúde Pública.

## Cultura
O filme Bem-vinda a Quixeramobim, de 2022, foi gravada no sertão cearense e mostra pontos turísticos de cidades como, Quixadá, Alto Santo, Sobral, Fortaleza e o município que dá nome ao longa-metragem. Foi vencedor do prêmio do público e de melhor comédia no 22º GP do Cinema Brasileiro.

## Turismo
- Barragem de Quixeramobim
- Casa da Câmara e Cadeia
- Centro Geodésico do Ceará
- Memorial Antônio Conselheiro
- Casa de Antônio Conselheiro

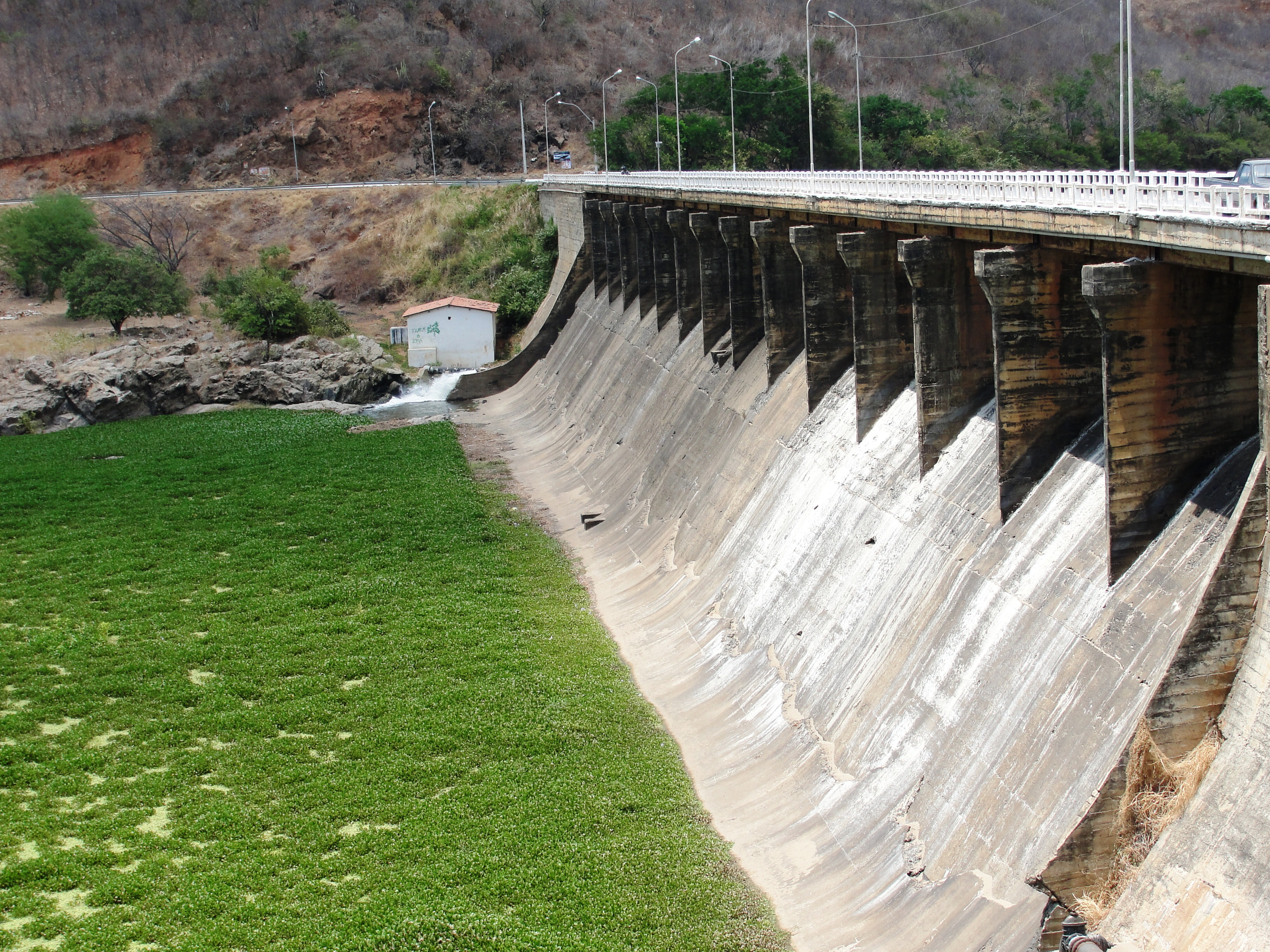
Barragem de Quixeramobim

- Pedra do Letreiro (sítio arqueológico)

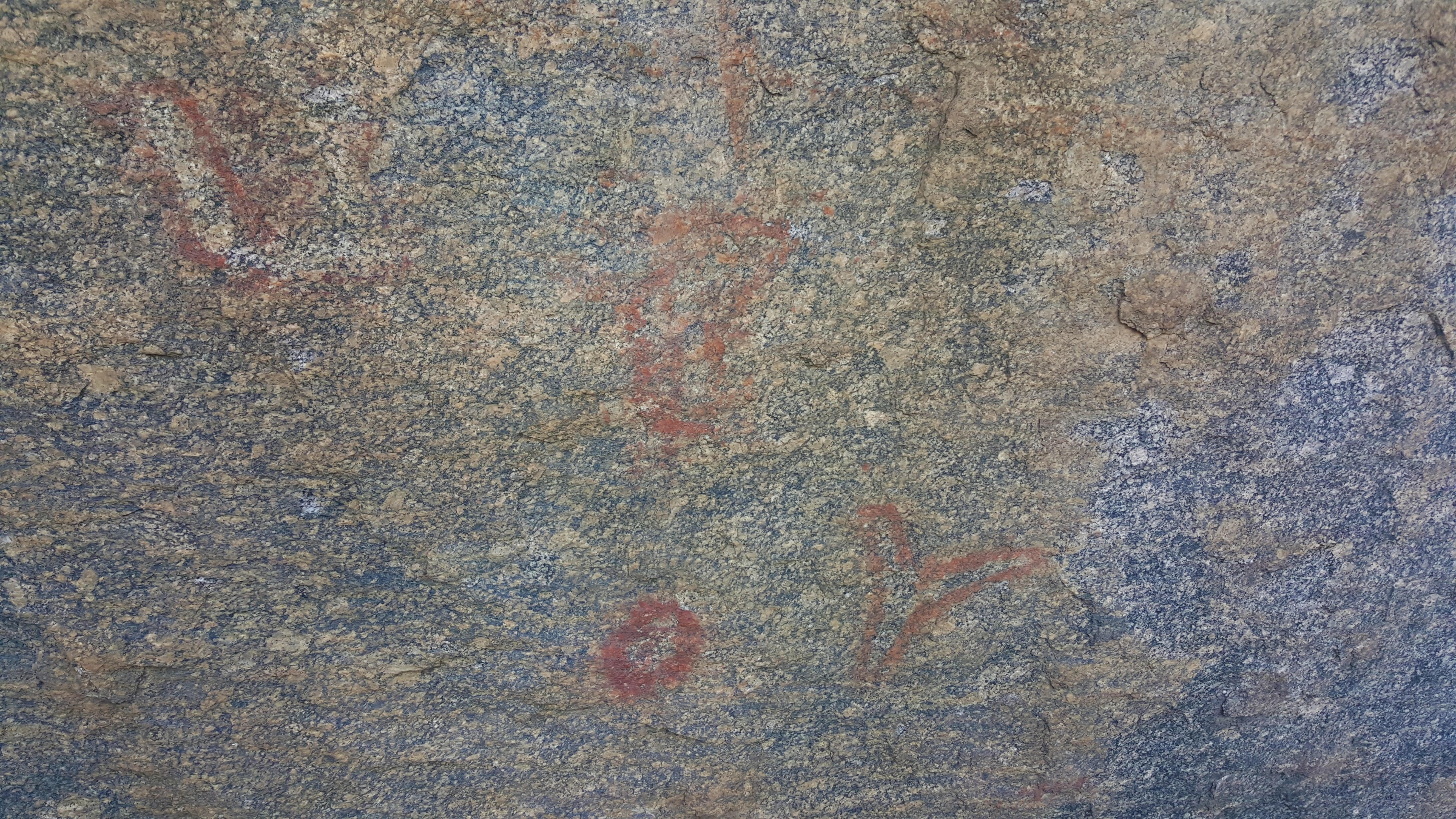
Pintura rupestre na Lagoa do Fofô

- Pintura rupestre na Lagoa do FofôLagoa do Fofô, Fazenda Jordão (sítio arqueológico)

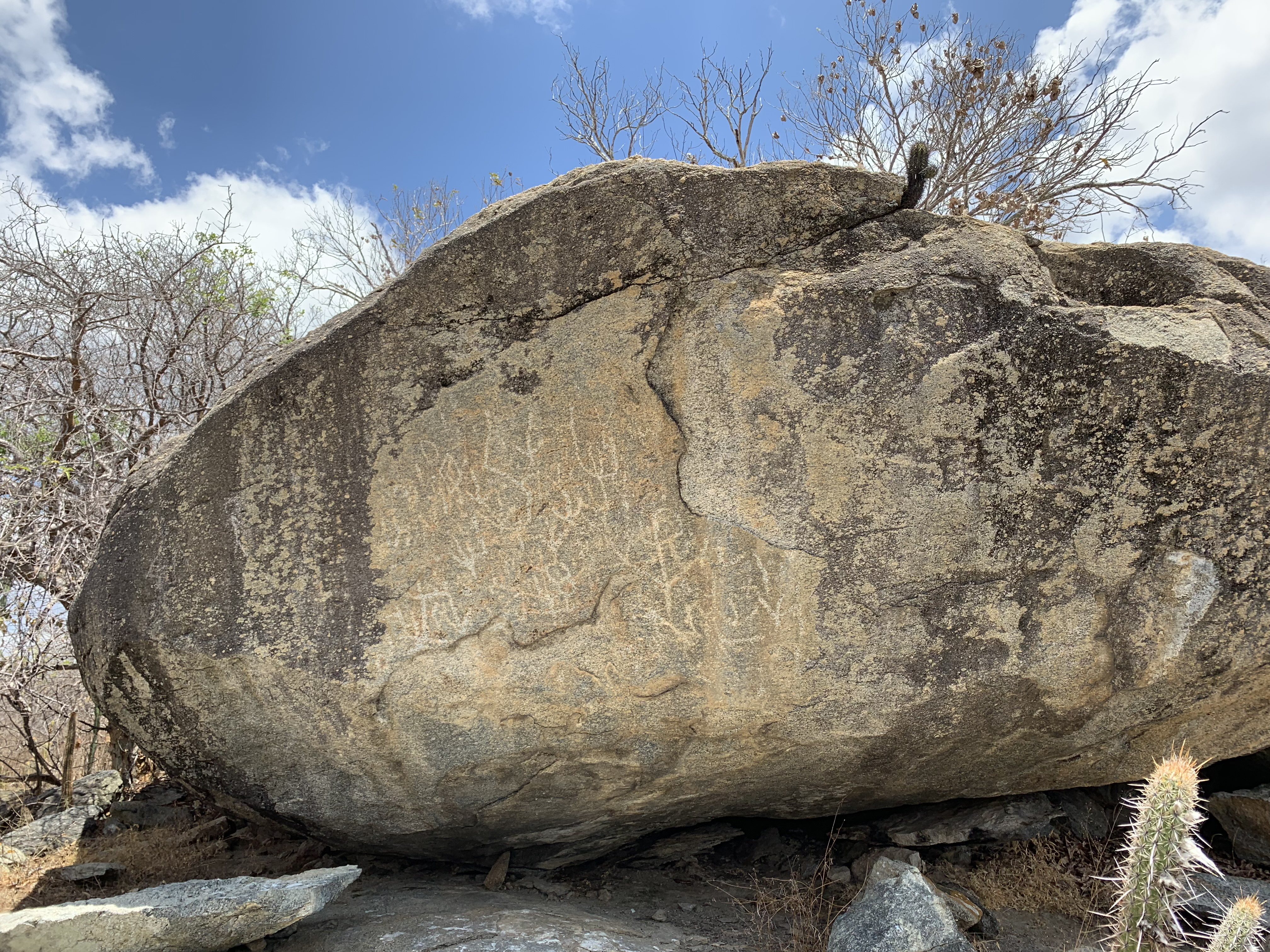
Painel de itacoatiaras na Fazenda Canhotinho

- Painel de itacoatiaras na Fazenda CanhotinhoFazenda Canhotinho (sítio arqueológico)
- Igreja de Nosso Senhor do Bonfim
- Igreja Matriz de Santo Antônio
- Igreja Nossa Senhora do Rosário
- Ponte Metálica

## Esporte
Time pioneiro no futsal da região central, o Quixeramobim Esporte Clube é único da região a chegar até uma final de Campeonato Estadual, feito acontecido no ano de 2010.
O Campeonato Municipal de Futsal de Quixeramobim tem como último campeão municipal oficial a equipe do MIXTO DE RIACHO DA CRUZ que tinha como presidente do clube, ELIARDO GOMES FILHO com o comando técnico de  GILIARD E JADSON.[carece de fontes?]
Portuguesa Futebol Clube do Jaime Lopes: com fundação nos anos de 2009 e 2010 tendo na presidência e no comando técnico "Moura", que em sua a primeira participação no certame local conseguiu o feito inédito de chegar até a final e ganhar o campeonato.[carece de fontes?]
Cruzeiro da 14 de agosto: o maior time do município e maior vencedor do campeonato municipal.[carece de fontes?]
Flamengo do Gancho: Fundado em 1980 por Francisco Líduino dos Santos (Lídio), tendo como principais conquistas o titulo da Copa Pirabibu 2015 e Vice-Campeonato da Copa Cristal 2015, dono do maior bandeirão de times amadores, esta marcado como sendo autor da maior goleada com registro da historia do futebol de Quixeramobim ao vencer por 14 x 0 a equipe do Boa Fé F.C na copa cristal de 2015.[carece de fontes?]
No Município de Quixeramobim é realizado um dos campeonatos mais antigos do interior do estado do Ceará, a Copa Antônio Viana Filho de Futebol Amador. Com 28 edições ininterruptas movimentando os quatro cantos da cidade, com a participação de mais de 1.000 atletas inscritos geralmente divididos em três categorias (Sub, Aspirante e Principal). Idealizado por Viana Filho (in memoriam), a Copa Viana hoje é a principal competição de futebol de campo deste Município.[carece de fontes?]

### Curiosidade
Quixeramobim é a cidade natal do ex-futebolista Iarley, que brilhou na sua carreira como meia do Internacional, de Porto Alegre entre 2005 e 2008. Na conquista do campeonato Mundial de Clubes da FIFA de 2006, Iarley empunhou uma bandeira do município, como forma de enaltecer o nome da cidade para o mundo.

## Filhos ilustres
- Américo Militão de Freitas Guimarães - magistrado e político brasileiro, presidente da província do Ceará.
- Ana Montenegro - jornalista, poeta e militante comunista brasileira.
- Andrade Furtado - advogado, poeta, professor, ensaísta e escritor brasileiro.
- Antônio Bezerra - naturalista, historiógrafo e poeta brasileiro.
- Antônio Conselheiro - líder religioso brasileiro e célebre figura da Guerra de Canudos.
- Ciro Saraiva - radialista, jornalista e escritor brasileiro.
- Dom Quintino Rodrigues de Oliveira e Silva - sacerdote católico brasileiro, primeiro bispo da Diocese do Crato.
- Fausto Nilo - compositor, arquiteto e poeta brasileiro.
- Iarley - ex-futebolista brasileiro.
- Marica Lessa - fazendeira brasileira, inspiração do romance Dona Guidinha do Poço.
- Miguel Fenelon Câmara Filho - arcebispo emérito de Teresina.